# Incidente do avião Q400 da Horizon Air em 2018
O Incidente do avião Q400 da Horizon Air em 2018 foi um incidente aéreo que envolveu o roubo de um avião Bombardier Dash 8 Q400 no Aeroporto Internacional de Seattle-Tacoma, no estado de Washington, Estados Unidos, no dia 10 de agosto de 2018. Caças F-15 foram mobilizados para interceptar a aeronave. A torre de controle do aeroporto de Seattle-Tacoma fez contato com o único ocupante, e posteriormente a aeronave caiu na Ilha Ketron, matando o ladrão-piloto.

## A aeronave

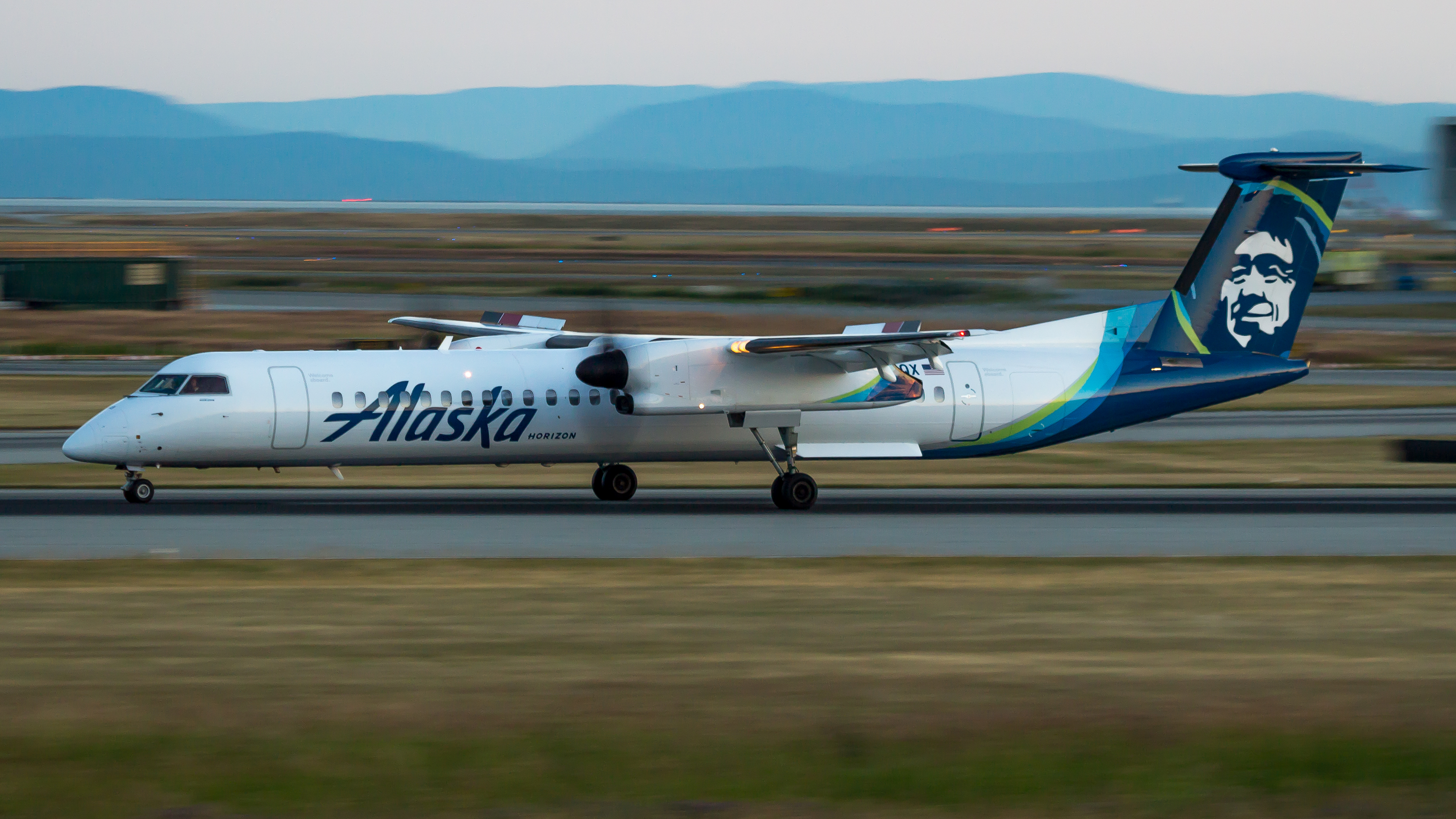
Imagem da aeronave pousando.

A aeronave envolvida  no incidente era um Bombardier Dash 8 Q400 comprado pela Horizon Air e operado pela Alaska Airlines, com o prefixo N449QX, e número de série de manufatura 4410. Realizou seu primeiro voo em 2012 e foi entregue novo à Horizon Air no mesmo ano. Ela pousou no Aeroporto Internacional de Seattle-Tacoma, no dia do acidente, às 13:35 (horário local), após um voo procedente de Vitória (Colúmbia Britânica). A aeronave não tinha mais voos programados para aquele dia.

## Incidente

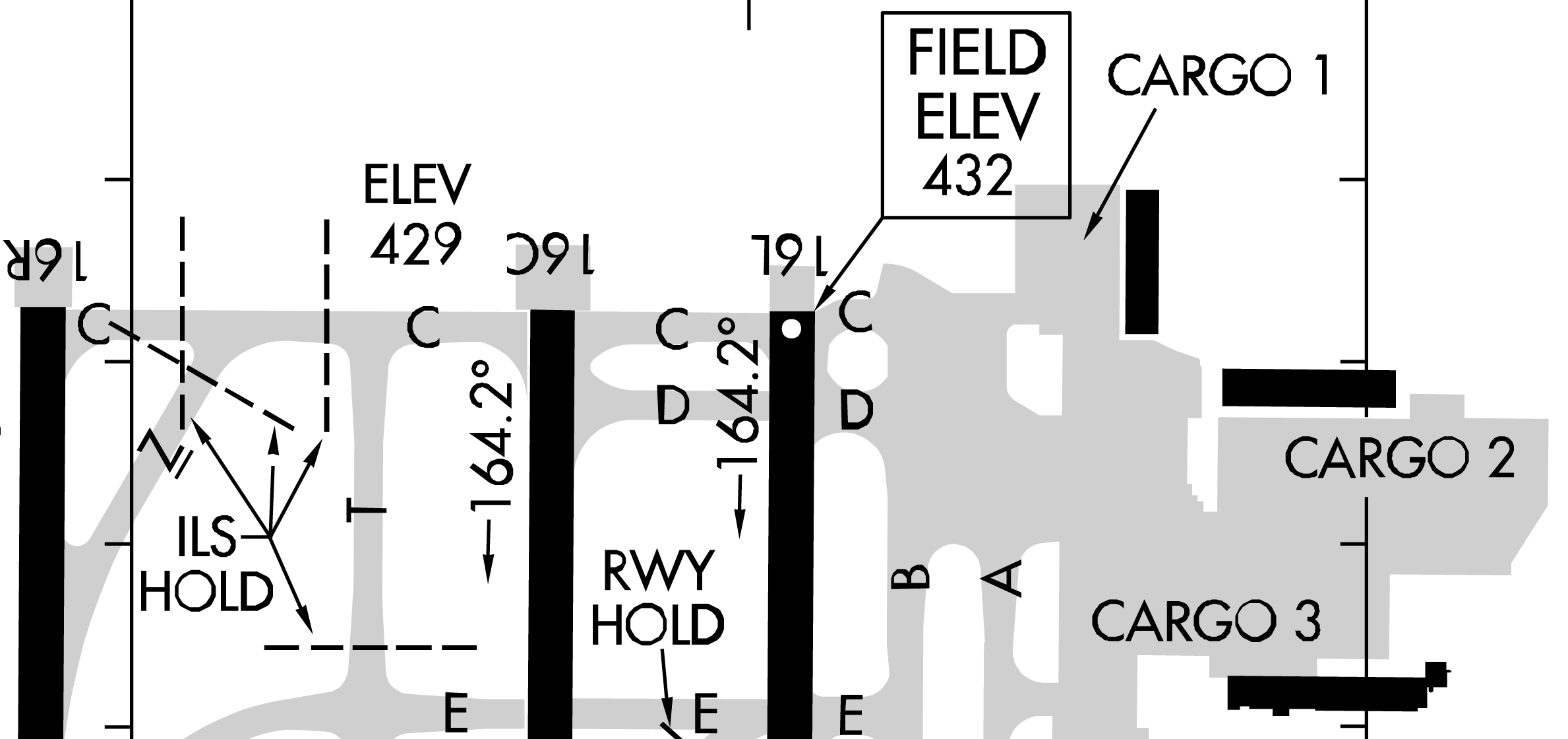
Carta da parte norte do Aeroporto Internacional de Seattle-Tacoma, mostrando o Terminal de Carga 1 e a pista 16C.

A aeronave foi roubada do Pátio de Carga 1 do Aeroporto Internacional de Seattle-Tacoma e foi manobrada até a pista 16C pelas pistas de táxi. A Torre de Controle do aeroporto tentou diversas fazer com que a aeronave se identificasse pelo rádio. No entanto, não houve resposta. Um jato da Alaska Airlines que estava nas proximidades em solo reportou que a aeronave iniciou a corrida de decolagem com fumaça saindo das rodas e uma decolagem sem autorização foi feita por volta das 19:32 horário local (02:32 UTC, dia 11 de agosto). Em resposta, dois McDonnell Douglas F-15 Eagle do 142º Esquadrão de Caça da Guarda Aérea Nacional de Oregon foram acionados sob ordens do Comando de Defesa Aeroespacial da América do Norte (NORAD) para realizar uma interceptação. Ambos os caças estavam armados com mísseis ar-ar AIM-9 Sidewinder e AIM-120 AMRAAM e atingiram a velocidade supersônica, gerando estrondos sônicos que assustaram os moradores na área de Puget Sound. Um KC-135R Stratotanker de reabastecimento aéreo também foi acionado a partir da Base Aérea de Fairchild para dar apoio aos F-15 em voo. Os voos dentro e fora do Aeroporto de Seattle-Tacoma foram suspensos.
Os controladores de voo (ATCO) do Aeroporto de Seattle-Tacoma mantiveram contato via rádio com o piloto. As transmissões ocorreram em uma frequência aberta e rapidamente foram publicadas nas mídias sociais. Ele disse que era um cara maluco, com alguns parafusos soltos e que nunca soube disso até aquele momento. Quando o controlador de voo sugeriu que a aeronave pousasse na Base Aérea Lewis-McChord, o ocupante da aeronave recusou: "Aqueles caras vão me arrebentar se eu tentar pousar lá. Também acho que talvez eu tenha feito algo errado aqui. Eu não gostaria de pousar lá." Ele perguntou ao controlador de voo se ele conseguiria um emprego como piloto na Alaska Airlines se ele conseguisse pousar a aeronave com sucesso. O controlador respondeu que "eles lhe dariam qualquer emprego se ele conseguisse fazer aquilo", que foi respondido por ele com um "Com certeza! Acho que não, sou um cara branco." Ele falou em querer fazer algumas manobras para ver se a aeronave era capaz e solicitou as coordenadas de uma baleia orca que tinha recebido atenção nacional, dizendo "eu quero ver aquele cara". Ele disse que ele não queria machucar ninguém e nos minutos finais de comunicação, ele pediu desculpas a seus amigos e familiares. Perto do final do voo, a aeronave foi filmada efetuando manobras acrobáticas sobre Puget Sound, com imagens que viralizaram nas mídias sociais. Um piloto veterano disse que as manobras "pareceram muito bem executadas, sem estolar ou arrancar as asas". Quando o controlador de voo solicitou que ele pousasse a aeronave após essas manobras, ele disse: "Não sei, não. Eu não quero. Eu meio que estava esperando que eu não tivesse conseguido, sabe?" Ele adicionou que "não estava planejando pousar o avião".
Os dois F-15 tentaram dirigir a aeronave em direção ao Oceano Pacífico e não atiraram nele. O Q400 finalmente caiu às 20:43 horário local, na Ilha Ketron, em Puget Sound, Condado de Pierce, Washington, matando o ocupante e destruindo a aeronave. A tripulação de um barco de reboque foi a primeira a responder ao acidente. Bombeiros do Corpo de Bombeiros de West Pierce e de outros departamentos próximos chegaram à ilha aproximadamente uma hora e meia após o acidente, devido à espera pela balsa Steilacoom–Anderson Island, e lutando com arbustos grossos quando as equipes chegaram ao local. O incêndio do tamanho de dois acres cusado pelo acidente foi suprimido pela falta de vento e arbustos secos e foi extinto na manhã seguinte. O corpo carbonizado do sequestrador também foi encontrado no mesmo local. Nenhum ferido foi relatado entre os residentes da ilha escassamente povoada, apesar do local do acidente estar nas proximidades de, pelo menos, uma cabana que estava ocupada no momento do acidente.